# Unión Cívica de la Juventud
La Unión Cívica de la Juventud fue un partido político argentino liderado por jóvenes creado el 1 de septiembre de 1889 y que desapareció el 13 de abril de 1890 para reorganizarse como Unión Cívica. Poco después sus líderes originarán los partidos políticos argentinos más importantes de la primera mitad del siglo XX: la Unión Cívica Radical, la Unión Cívica Nacional, el Partido Socialista y el Partido Demócrata Progresista.

## Situación del país
En 1889 Argentina estaba convulsionada por una grave crisis económica se había prolongado por dos años, causando una brusca caída de los salarios, desocupación y un reguero de huelgas nunca antes visto. La presidencia del General Julio Argentino Roca (1880-1886) fue sucedida por la de su cuñado, Miguel Juárez Celman, cuyo gobierno se caracterizó por las denuncias de corrupción y autoritarismo; sus opositores llamaban a esa gestión como el Unicato.

## Antecedentes
En la Introducción del libro editado en 1890 "Unión Cívica, su origen, organización y tendencias", el Dr. Francisco Ramos Mejía afirmaba: 
"¿Cuándo Nació? Difícil, si no imposible, sería decirlo, porque primero fue como una vaga aspiración, y creció luego como un sentimiento de repugnancia, y mientras Tomás Santa Coloma preparaba el terreno".[cita requerida]
El 20 de agosto de 1889, Francisco Barroetaveña, un joven abogado entrerriano, escribió en el diario La Nación un artículo titulado "Tu quoque juventud (en tropel al éxito)" que tuvo un enorme éxito, donde cuestionaba a la juventud que acompañaba al presidente Juárez Celman:
"Esta y aquella adhesión no significan otra cosa que la renuncia a la vida cívica activa de los jóvenes, para desaparecer absorbidos por una voluntad superior que los convierte en meros instrumentos del jefe del Poder Ejecutivo".
Diversos grupos de jóvenes y estudiantes que se venían reuniendo para expresar su descontento con el gobierno de Juárez Celman acudieron a felicitar a Berroetaveña por su artículo y dieron origen a un núcleo con intereses similares que comenzó a reunirse en asambleas. En ese núcleo inicial estaban, además de Berroetaveña, Modesto Sánchez Viamonte, Carlos Zuberbüler, Carlos Videla, Emilio Gouchon, el futuro presidente Marcelo T. de Alvear, Juan B. Justo, Manuel A. Montes de Oca, Tomás le Breton, entre muchos otros.
En una de esas asambleas decidieron convocar a un gran mitin "para provocar el despertamiento de la vida cívica nacional".

## Fundación
El 1 de septiembre de 1889 se realizó el mitin programado en el Jardín Florida de la ciudad de Buenos Aires, con más de 3.000 asistentes y la presencia de las principales personalidades de la oposición, se constituyó la Unión Cívica de la Juventud, y se aprobó su programa, con el fin de aglutinar al amplio espectro de opositores al régimen de Miguel Juárez Celman, sostenido por el oficialista Partido Autonomista Nacional. El acto terminó con una gran marcha a la Plaza de Mayo.
El partido fue presidido por quien aparecía como líder natural de aquellos jóvenes, Francisco A. Barroetaveña, acompañado por Emilio Gouchón, Juan B. Justo, Martín Torino, Marcelo T. de Alvear, Tomás Le Breton, Manuel Augusto Montes de Oca, entre otros.
La Unión Cívica de la Juventud estableció una relación honoraria con las personalidades políticas que aparecían como referentes de una oposición dispersa, especialmente Leandro Alem, Aristóbulo del Valle, Bartolomé Mitre, Pedro Goyena, Vicente Fidel López, Bernardo de Irigoyen, entre otros. 
La Unión Cívica de la Juventud sancionó entonces un programa que recordaba el del Partido Republicano fundado por Alem y del Valle en 1877, y se organizó en clubes cívicos parroquiales.

## Transformación en Unión Cívica
El 13 de abril de 1890, la Unión Cívica de la Juventud se consolidó con un gran acto en el Frontón Buenos Aires, donde se fundó un nuevo partido llamado Unión Cívica. 
Como presidente fue elegido Leandro N. Alem, e incluyó a líderes de las distintas tendencias opuestas al unicato de Juárez Celman, como Francisco A. Barroetaveña, los políticos católicos José Manuel Estrada y Pedro Goyena, Aristóbulo del Valle, Bernardo de Irigoyen, Juan B. Justo, Lisandro de la Torre, y el influyente expresidente y general Bartolomé Mitre.
La Unión Cívica dará inicio, poco después, a la sangrienta insurrección armada conocida como Revolución del 90 que, pese a fracasar causó la caída del presidente Miguel Juárez Celman y su reemplazo por quien era el vicepresidente, Carlos Pellegrini.